# Xul (unidad maya)

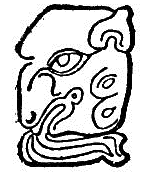
Glifo del haab que simboliza al Xul

El xul es la sexta veintena de días del sistema calendárico del haab y simboliza al perro. El dios patrono de esta veintena era un dios perro. También, durante esta veintena, se celebraban las fiestas en honor a Kukulkán.  Los mayas consideraban a los perros como buenos compañeros y guardianes por su incondicional forma de ser. Debido a esto mismo pensaban que los perros eran los guías ideales para acompañar a las almas al Xibalbá después de la muerte y por ello lo conmemoraban en un día del tzolkin y una veintena del haab.